# Abraxas diluta
Abraxas diluta är en fjärilsart som beskrevs av Barend J. Lempke 1951. Abraxas diluta ingår i släktet Abraxas och familjen mätare. Inga underarter finns listade i Catalogue of Life.